# Roberto Inglese
Roberto Inglese (Lucera, 12 november 1991) is een Italiaanse voetballer die doorgaans als aanvaller speelt. Hij verruilde Chievo Verona in augustus 2017 voor Napoli.

## Carrière
Inglese stroomde in 2009 door vanuit de jeugd van Pescara, destijds actief in de Lega Pro. Hij debuteerde op 7 maart 2010 in het eerste elftal en bracht dat na zes minuten met 0–1 voor, uit tegen Ravenna (eindstand: 1–1). Hij speelde op achttienjarige leeftijd vier wedstrijden in de hoofdmacht voor hij in juli 2010 tekende bij Chievo Verona, de nummer veertien van de Serie A in het voorgaande seizoen.
Chievo verhuurde Inglese eerst voor drie seizoenen aan AC Lumezzane, waarvoor hij zeventig wedstrijden speelde in de Lega Pro. Daarna verhuurde Chievo hem twee jaar aan Carpi. Hiermee werd hij in het seizoen 2014/15 kampioen van de Serie B.
Inglese debuteerde op 20 september 2015 voor Chievo in de Serie A, zijn eerste wedstrijd op het hoogste niveau. Hij viel die dag in de 68e minuut in voor Alberto Paloschi in een met 0–1 verloren duel thuis tegen Internazionale. Gedurende het seizoen groeide hij uit tot basisspeler. Inglese werd in het seizoen 2016/17 met tien competitiedoelpunten clubtopscorer. Hij maakte daarbij op 12 februari 2017 voor het eerst een hattrick in de Serie A, door tijdens een met 1–3 gewonnen wedstrijd uit bij US Sassuolo voor zowel de 1–1, de 1–2 als de 1–3 te zorgen.
Inglese verruilde Chievo in augustus 2017 voor Napoli. Dat verhuurde hem daarbij direct voor een jaar terug aan Chievo en gedurende het seizoen 2018/19 aan Parma. Inglese tekende in juli 2019 een contract tot medio 2024 bij Parma. Daarvoor ging hij eerst nog een jaar op huurbasis spelen, om in juli 2020 definitief over te stappen

## Clubstatistieken
| Seizoen | Club            | Competitie | Competitie | Competitie | Beker | Beker | Internationaal | Internationaal | Totaal | Totaal |
| Seizoen | Club            | Competitie | Wed.       | Dlp.       | Wed.  | Dlp.  | Wed.           | Dlp.           | Wed.   | Dlp.   |
| ------- | --------------- | ---------- | ---------- | ---------- | ----- | ----- | -------------- | -------------- | ------ | ------ |
| 2009/10 | Pescara         | Lega Pro   | 3          | 1          | 0     | 0     | —              | —              | 3      | 1      |
| 2010/11 | Pescara         | Serie B    | 1          | 0          | 1     | 0     | —              | —              | 2      | 0      |
| 2010/11 | Chievo Verona   | Serie A    | —          | —          | —     | —     | —              | —              | 0      | 0      |
| 2010/11 | → AC Lumezzane  | Lega Pro   | 20         | 0          | 0     | 0     | —              | —              | 20     | 0      |
| 2011/12 | → AC Lumezzane  | Lega Pro   | 20         | 5          | 2     | 3     | —              | —              | 22     | 8      |
| 2012/13 | → AC Lumezzane  | Lega Pro   | 30         | 11         | 2     | 2     | —              | —              | 32     | 13     |
| 2013/14 | → Carpi         | Serie B    | 22         | 2          | 0     | 0     | —              | —              | 22     | 2      |
| 2014/15 | → Carpi         | Serie B    | 26         | 6          | 0     | 0     | —              | —              | 26     | 6      |
| 2015/16 | Chievo Verona   | Serie A    | 26         | 3          | 0     | 0     | —              | —              | 26     | 3      |
| 2016/17 | Chievo Verona   | Serie A    | 34         | 10         | 3     | 2     | —              | —              | 37     | 12     |
| 2017/18 | Chievo Verona   | Serie A    | 2          | 1          | 1     | 0     | —              | —              | 3      | 1      |
| 2017/18 | Napoli          | Serie A    | —          | —          | —     | —     | —              | —              | 0      | 0      |
| 2017/18 | → Chievo Verona | Serie A    | 32         | 11         | 1     | 0     | —              | —              | 33     | 11     |
| 2018/19 | → Parma         | Serie A    | 25         | 9          | 0     | 0     | —              | —              | 25     | 9      |
| 2019/20 | → Parma         | Serie A    | 8          | 2          | 1     | 0     | —              | —              | 9      | 2      |
| Totaal  | Totaal          | Totaal     | 249        | 61         | 11    | 7     | 0              | 0              | 260    | 68     |

Bijgewerkt t/m 3 januari 2020

## Interlandcarrière
Inglese kwam nooit uit voor een Italiaans nationaal jeugdteam. Hij werd op 9 oktober 2017 voor het eerst opgeroepen voor het Italiaans voetbalelftal, voor een kwalificatiewedstrijd voor het WK 2018 in en tegen Albanië (0–1 winst). Hij bleef dat hele duel op de bank.

## Erelijst
| Kampioen Serie B | 1x | 2014/15 |

1 Buffon ·
2 Iacoponi ·
3 Dierckx ·
4 Balogh ·
5 Danilo ·
7 Iacoponi ·
8 Brunetta ·
9 Tutino ·
10 Vázquez ·
11 Juric ·
15 Del Prato ·
17 Benedyczak ·
19 Sohm ·
20 Zagaritis ·
21 Schiattarella ·
22 Cobbaut ·
22 Turk ·
23 Camara ·
24 Osorio ·
26 Coulibaly ·
27 Busi ·
28 Mihăilă ·
29 Traoré ·
30 Valenti ·
33 Sepe ·
34 Colombi ·
37 Bonny ·
45 Inglese ·
70 Laraspata ·
72 Laurini ·
77 Correia ·
78 Bernabé ·
85 Sprocrati ·
87 Siligardi ·
90 Rispoli ·
98 Man ·
Coach: Lachini